# Město přechodu
Pojem město přechodu (překlad anglického transition town) se užívá pro označení iniciativ hledajících praktické a funkční cesty, jak čelit problémům spojeným s ropným zlomem a současnou klimatickou změnou. Důležitým aspektem bývá impuls „zdola“ – impuls od obyvatel určitého místa či města. V literatuře se dá setkat také s pojmy Transition initiatives či hnutí Transition.
Lidé, kteří se pouští do podobných iniciativ, se především snaží o podporu lokálních praktických řešení: posilování místní ekonomiky, podpora lokálních zdrojů potravin a energie. Jde jim však také o změnu životního stylu směrem k udržitelnější spotřebě zboží, dopravy a trávení volného času. Zakládají například místní měny, komunitní zahrady, komunitní podniky či komunitou podporované zemědělství. Spolupracují s místními organizacemi a se samosprávou. Opravují své domy tak, aby snížili spotřebu energie a využívali obnovitelné zdroje. Pořádají promítání dokumentů o environmentálních problémech a možných řešení.

## Východiska
Hnutí Transition vychází z problematiky ropného zlomu a klimatické změny. Snaží se na tyto fenomény reagovat a měnit jednak strukturu společnosti a jednak její životní styl. Rob Hopkins, který je zakladatelem celého konceptu, se domnívá, že věk ropy brzy skončí a společnost by se na to měla připravit. Měla by zvýšit svou odolnost vůči šokům, které s touto problematikou souvisí. Právě Transition towns mají být místy, kde má dojít k postupné změně. Aktivisté těchto hnutí chtějí pře-orientaci na nižší spotřebu fosilních paliv, na šetrnější vzorce výroby a spotřeby a na ekonomickou lokalizaci.
Zásadní pro hnutí je postoj, který vidí ropný zlom jako příležitost k budování zdravější společnosti, a to jak z hlediska fyzického, tak i psychologického. Vyčerpání fosilních zdrojů nás totiž nutí najít nová řešení a brzdit tímto způsobem klimatickou změnu. Důsledkům klimatické změny se nevyhneme, ale jejich antropogenní povaha znamená také to, že můžeme zmírnit jejich rozsah a závažnost díky mitigačním a adaptačním opatřením.
Hnutí Transition nevaruje jen před koncem levné ropy, nýbrž upozorňuje také na to, že zdroje surovin omezené planety nemohou být neomezené. Nepovažují proto za vhodnou cestu dnešní snahy nahradit ropu a fosilní paliva, např. biopaliva. Podle Heinberga alternativní zdroje energie nevystačí na to, aby nahradily „energii tak levnou a v takovém množství, jakou nám poskytují v současné době fosilní paliva, v tak krátkém čase, v jakém je potřebujeme“. Je proto potřeba změnit systém od základů a snížit naši spotřebu energie.
Hnutí Transition nabízí pozitivní, konstruktivní příklady, jak čelit ekologické krizi. Zprávy o stavu Země a její budoucnosti vzbuzují většinou pocity bezmoci. Transition towns přinášejí naopak naděje, nové vize, které nahrazují strach z katastrofy. Nabízí praktická řešení a konkrétní výsledky, kterých každá komunita může dosáhnout.

## Principy
Transition towns se opírají o šest základních principů:
- Vize budoucnosti – Každý člověk a každá komunita si může vytvořit svou vizi toho, jakou by chtěli budoucnost, jak se k tomu dostat krok za krokem a jak tuto cestu zpříjemnit. Když mají lidé jasno v tom, jak mohou sami vyřešit ekologickou krizi a další problematiky postupně a zábavně, stanou se rychleji aktivními občany. Pokud si nedokážeme představit pozitivní budoucnost, nebudeme schopni ji vytvořit.
- Inkluze – Design nových udržitelných systémů soužití vyžaduje spolupráci všech aktérů a měl by přivítat a využít rozmanitost. Jako stavba jednoho domu potřebuje různé odborníky, tak i organizace většího prostoru a jeho ekonomiky funguje lépe v kooperačním duchu.
- Osvěta a informování – Povědomí o environmentálních problémech a dopadech ekonomického růstu je ještě poměrně nízké nebo také bývá v rozporu s dalšími impulzy, které přicházejí zvenku, jako např. z reklamy. Hnutí Transition se proto snaží zvyšovat toto povědomí způsobem hravým, poutavým, povzbuzujícím, všem jasným a dostupným.
- Resilience – Schopnost daného systému odolávat a přizpůsobit se změnám. V tomto případě také „schopnost nezhroutit se při prvním nedostatku ropy nebo jídla“[2]. Budování určité lokální samostatnosti. (V češtině viz více o tématu a pojmu na [4] a odkazech odtud.)
- Přínos a vhled do psychologie – Jelikož environmentální problémy způsobují pocity bezmoci a izolace, Transition iniciativy se také věnují „vnitřnímu přechodu“, zakládají občas psychologické skupiny, přebírají psychologické modely práce např. se závislostmi[1].
- Věrohodné a vhodné způsoby řešení – Změna v našich konzumních nebo jiných každodenních zvycích jako jednotlivců nebude dostatečná. Transition iniciativy se dívají na systém jako celek a hledají řešení na úrovni, která není ještě moc brána v potaz: místní komunita.

K těmto šesti principům se obvykle připojují další dva:
- Sdílení zkušeností a síťování – Transition Network funguje jako síť na sdílení zkušeností – jak pozitivních, tak i negativních – mezi různými iniciativami. Používání internetových médií zrychluje proces šíření dobrých nápadů.
- Subsidiarita – Hnutí Transition chce udržovat pluralitní prostředí a sebeorganizaci komunit aktivních občanů. Snaží se proto vyhýbat centralizaci moci, kontroly a rozhodovacích procesů.

H.Klenovská ve svém výzkumu o Transition towns identifikuje další dva společné rysy těchto iniciativ:
- Spojitost s permakulturou – Samotný koncept Transition town se inspiruje permakulturním designem a jeho principy. Permakulturu obvykle spojujeme s iniciativou jednotlivce nebo malých skupin lidí na soukromém pozemku či aspoň na málo (nebo vůbec) zastavěném prostředí. Ona těsně navazuje na předpokládané zelené prostředí, kde se věnuje jen menší část lidskému bydlení a zbytek zemědělství nebo divočině. Když je aplikována na městské prostředí, permakultura musí klást důraz na svou designovou povahu. Hopkins ji např. popsal jako „designový systém pro vytváření udržitelných lidských sídel“[2].
- Spolupráce s místní samosprávou – Na rozdíl od jiných iniciativ zespoda, iniciativy Transition hledají tuto spolupráci. Akceptují podporu ve formách financování a pomoci při plánování, avšak většinou nepřenechávají samosprávě vedení a řízení iniciativy[1].

## Sedm „ale“
Hopkins popsal sedm „ale“, jež mohou vznikat při uvědomění si environmentálních problémů a potřeby je aktivně řešit. Lidé se totiž často těmito důvody vymlouvají sobě nebo ostatním za svou pasivitu. Na každé z nich Hopkins odpověděl několika doporučeními.
1. „Ale nemáme finanční zdroje“ – Nadšení a komunitní zapojení velmi dobře nahrazují finanční nedostatky. Počáteční kroky nebudou potřebovat více než samofinancování drobnými příspěvky členů a zájemců iniciativy. Navíc se tak iniciativa vyhne pokusům manipulace externích finančních podporovatelů.
2. „Ale to nás nenechají udělat“ – To „oni“ je spíše pomyslné a hodně lidí ve vlivných pozicích má dnes zájem o změnu. A ti, kteří nemají, většinou nenarušují chod Transition iniciativ, jelikož si pozitivní přístup tohoto hnutí málokdy vytváří nepřátele.
3. „Ale tady se už další organizace zabývají těmito problémy, nechci jim šlapat na paty“ – Transition town je spíše katalyzátorem dalších skupin, vytváří společný cíl s ohledem na celek a přináší nové energie tam, kde skupiny vyhořely. Práce těchto skupin v rámci Transition town je zaostřena a obohacena, nadto zásadní pro přechod.
4. „Ale stejně se tady nikdo nestará o životní prostředí“ – Běžným názorem je, že většina lidí kolem nás má jiné hodnoty, myslí jen na svůj osobní zisk a nezajímá ji změna k lepšímu. Když se však opravdu člověk seznámí s lidmi kolem sebe, zjistí, že by taky rádi měli k dispozici zdravé a místní potraviny, důvěryhodnější zboží, více zeleně, atd. Jen nevědí, jak do toho. Klíčová je snaha se k nim dostat, dopracovat se k společnému prostoru, spíše než čekat na to, že vás sami osloví nebo že se náhodně seznámíte.
5. „Ale už je pozdě na to, abychom to vyřešili“ – Úsílí každého jednotlivce může být rozhodující. Jak říká Vandana Shiva, „Nejistota naší doby není důvod k tomu, abychom si byli jistí o beznadějnosti“.
6. „Ale na to nemám kvalifikaci“ – Není k tomu třeba mít PhD v oblasti udržitelnosti. Ideální iniciátor Transition Town je pozitivní, citově dospělý, má základní znalosti o místě, kde bydlí, umí to s lidmi, umí navázat vztahy v komunitě a nevykašle se na to. K začátku stačí i pár těchto vlastností, ostatní člověk získá v procesu.
7. „Ale na to nemám energie“ – I když se člověk může cítit přemoženě před cílem připravit komunitu k životu bez ropy, zkušenost už existujících Transition towns svědčí o tom, že se energie samy rozpoutávají po počátečním podnětu. Jak tvrdí více členů hnutí Transition, skok od stěžování si k iniciativnímu elánu navine nezastavitelný proces.

## Rozšíření a současný stav
První Transition town vzniklo v irském Kinsale v roce 2006 jako výsledek kurzu permakultury vedeného Robem Hopkinsem. Druhé Transition Town založil též Rob Hopkins v anglickém Totnes (kde dnes bydlí), které je teď nejznámější město přechodu a inspiruje mnoho dalších. Největší počet těchto iniciativ je od počátku ve Velké Británii. Celkem jich je oficiálně přihlášeno do Transition network 910, z toho přibližně 260 je právě z Velké Británie. I když se většina nachází v Evropě a ve Spojených státech, podobné iniciativy vznikly ve všech kontinentech. V České republice v současné době existují jedna iniciativa v Příboru a jedna v Brně.
V Kinsale během Hopkinsova kurzu pracovali na tom, jak efektivně snížit energetické nároky města. Pomocí místních obyvatel, odborníků a zastupitelů studenti vypracovali Energy Descent Action Plan, tedy „akční plán pro snížení energie“, který zahrnul oblasti vzdělávání, potravin, podnikání a technologií, obnovy komunity, turismu a obnovitelné energie. Obsahoval také návrhy postupných kroků a potřebných opatření, rok po roce až do roku 2021.

## 12 kroků k přechodu
Ve své knize (do češtiny ještě nepřeložené) „Praktická příručka k přechodu“ Hopkins popsal 12 kroků k přechodu na základě vlastních zkušeností. Nabízí je však jako inspirace, nikoli jako dogmata.
1. Vytvořit vůdčí skupinu a i hned stanovit její zánik, např. až vzniknou podskupiny (5. bod).
2. Zvýšit povědomí o tématech ropného zlomu, klimatické změny, současného stavu životního prostředí, o možných alternativách, atd.
3. Položit základy, spojit se s místními organizacemi, které mají podobnou vizi, podobné cíle, vytvořit síť aktérů.
4. Uspořádat velké zahájení, velkou akci, oslavu vznikajícího komunitního projektu k sesbírání společných sil.
5. Vytvořit podskupiny (např. jídlo, obnovitelné zdroje)
6. Použít metodu otevřeného prostoru (Open Space Technology), tj. uspořádat setkání na jedno téma, ale nechat účastníkům co největší svobodu v diskuzi, i když s pomocí facilitátora.
7. Vytvořit viditelné praktické projevy projektu, ať členové iniciativy mají hmatatelný výsledek svého úsilí a také ať je vidět projekt zvenku.
8. Umožnit rekvalifikaci více či méně starých schopností, šířit znalosti a dovednosti, které pomohou k praktickému budování udržitelného života a podporovat tímto způsobem mezigenerační vztahy.
9. Budovat most k lokální administraci.
10. Ctít starší a uchovávat jako poklad jejich vzpomínky ze starých časů, kdy ještě nebyla levná ropa.
11. Nech ho jít tam, kam chce, flexibilita a otevřenost jsou dobré společnice kreativity.
12. Vytvořit akční plán pro snížení energie.

Poslední krok nenaznačuje však konec iniciativy a naopak její reálný začátek či konec přípravné fáze.

## Škála iniciativy a lokalizace
Každá iniciativa Transition si najde svou škálu, která záleží na mnoha faktorech. Právě proto výraz „město“ (town) byl postupně nahrazen dalšími slovy jako „iniciativa“. Už neexistují jen města přechodu, ale také ostrovy, velkoměsta nebo městské části, vesnice, skupiny venkovských lidských sídel. Tento proces relokalizace jde svou cestou, podle místních podmínek a vůle komunit.
Také autoři, kteří psali o konceptu lokalizace, nikdy neurčili přesné obvody, ani pravidla. K lokalizaci by mělo dojít „pokud je to možné“, měla by to být „preference“, nejde o extrémní a „absolutní zákaz“.
Míra vhodné ekonomické lokalizace například záleží na typu zboží a adaptace by měla probíhat postupně. Transition towns často pěstují svoje potraviny a vyrábějí energii pro domácnosti, ale stále používají auta nebo počítače, které byly vyrobeny jinde.
Podle Hopkinse taky lokalizace nemá být absolutní, ale v případě kolapsu možností importu nám zajišťuje důstojný život. Importované věci by měly zlepšovat kvalitu života komunity, který by však měl pokračovat i bez nich. Možnosti importu a exportu na velké vzdálenosti budou totiž jistě klesat, otázkou je už jen, kdy se to stane.
Benefity lokalizace jsou různé. Kromě zmíněné částečné soběstačnosti k nim patří také posílení demokracie. „Menší komunity nabízí lidem větší přístup ke zdrojům moci a vyšší možnost pozitivních výsledků“.